# Экспедиция «„Миры“ на Байкале»

Эмблема экспедиции

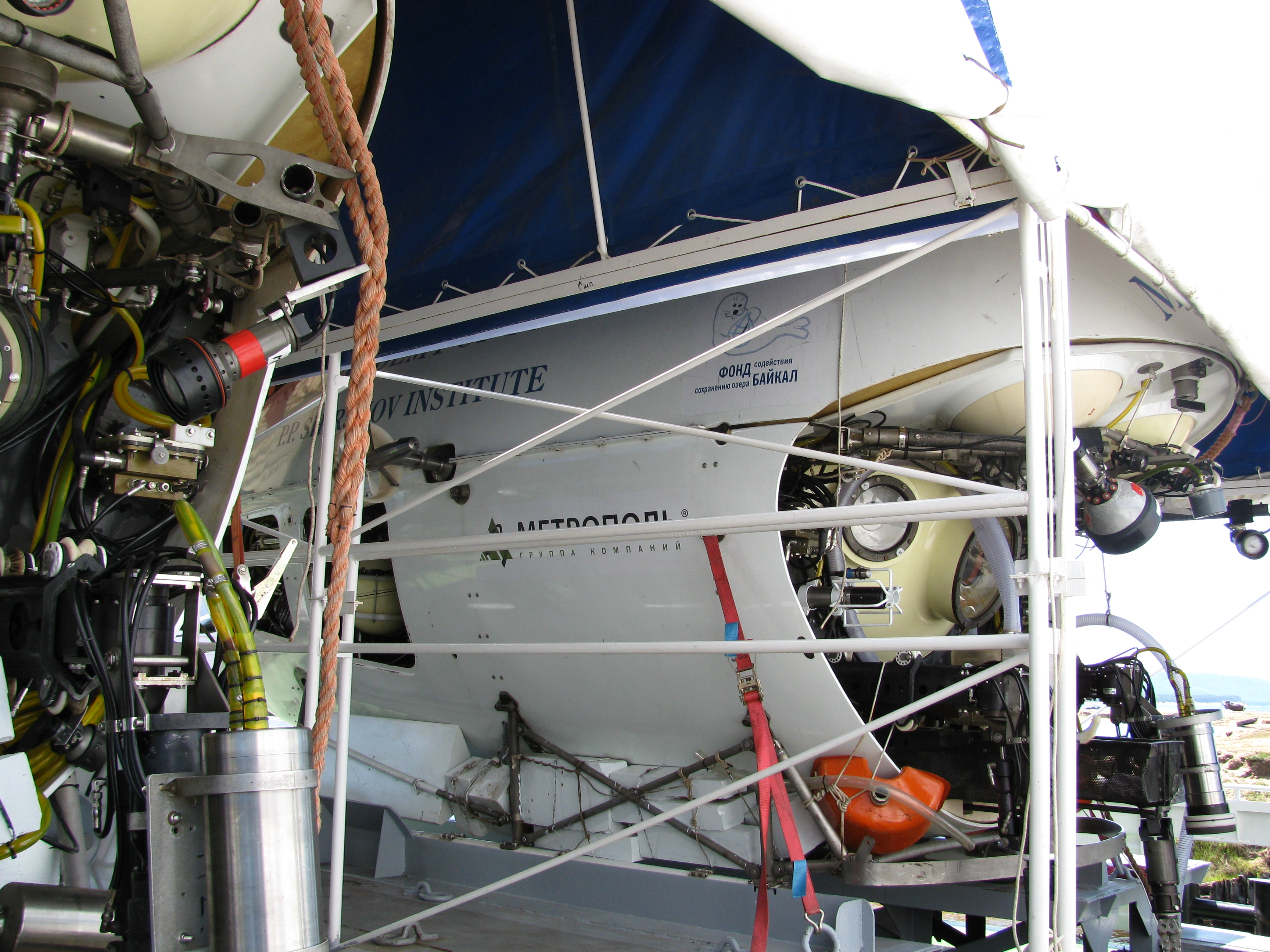
Глубоководный обитаемый аппарат «Мир» на борту баржи

Международная научно-исследовательская экспедиция «„Миры“ на Байкале» — российская научно-исследовательская экспедиция на озеро Байкал (2008—2010), в ходе которой было совершено 160 погружений на глубоководных аппаратах «Мир-1» и «Мир-2». Это первое погружение «Миров» в пресной воде, но не первое глубоководное погружение на Байкале: ранее там работали ПОА «Пайсис». В экспедиции не использовалось судно-носитель «Академик Мстислав Келдыш». Для транспортировки «Миров» на Байкал использовался самолёт Ан-124 «Руслан», а роль судна-носителя исполнила грузовая баржа «Метрополия» (длина — 64 метра; ширина — 12,5 метров; водоизмещение — 1 тыс. тонн). Экспедиция стала для «Миров» третьей без использования судна-носителя. Спуск на воду ГОА осуществлялся с помощью стотонного автокрана.
Руководителем экспедиции был учёный-океанолог, доктор географических наук, Артур Николаевич Чилингаров.
Стоимость экспедиции составила свыше 6 миллионов долларов. Исследовательские работы финансировались инвестиционной компанией «Метрополь» через Фонд содействия сохранению озера Байкал. «РЕСО-Гарантия» на время экспедиции застраховала аппараты «Мир-1» и «Мир-2» на 3 миллиона долларов. В перечень страховых случаев входило возмещение убытков в случае пропажи аппаратов без вести.

## Задачи экспедиции
- сбор информации об озере Байкал и использование полученных данных в прогнозировании различных природных процессов
- погружение на максимальные отметки дна озера Байкал
- исследование мест выхода подводных гидротермальных источников и грязевых вулканов
- изучение дна Баргузинского залива
- исследование углеводородов Байкала и определение их запасов
- получение точных данных о тектонических процессах на дне озера
- исследование состоянии береговой линии
- поиск археологических артефактов[4]

## Ход экспедиции

### Первый этап (20 июля—10 сентября2008 года)
3 июля 2008 года была начата подготовка баржи «Метрополия» в посёлке Никола. 10 июля в 23:00 по московскому времени из Калининграда вылетел самолёт Ан-124 «Руслан» с аппаратами «Мир». Завершение переоборудования баржи: установка автокрана. 11 июля в 10:45 по московскому времени в Улан-Удэ приземлился самолёт «Руслан» с участниками экспедиции. Самолёт также доставил ГОА «Мир-1» и «Мир-2». В этот же день «Миры» перевезли на Байкал.
20 июля состоялся официальный старт экспедиции. Транспортировка «Миров» от посёлка Клюевка до села Турка на барже «Метрополия» отложена до 21 июля (баржа ещё не прошла регистр). Плановое первое погружение не состоялось.
22 июля пройдена международная сертификация немецкой компанией «Ллойд». Оснащение батискафов дополнительным оборудованием для погружений в пресной воде. Погрузка «Миров» на баржу «Метрополия» в посёлке Клюевка (Бурятия).
23 июля «Метрополия» прибыла в порт Турка с задержкой в несколько часов из-за плохой погоды (волны до 1,5 метров). Тестовый неглубоководный (500 метров) спуск батискафов перенесён из-за плохой погоды на 24 июля. 24 июля начаты технические погружения «Миров». Сдача аппаратов немецкому регистру «Ллойд». Погружение вместе с представителями организации на глубину 437 метров Баржа-носитель вернулась в порт села Турка.. 26 июля технические погружения ГОА «Мир-1» и «Мир-2» не состоялись из-за шторма.
27 июля в 11:00 по московскому времени начались технические погружения «Миров». Спуски проходили примерно в километре от берега.
29 июля начаты исследовательские погружения «Миров». Аппараты «Мир» достигли глубины 1580 метров. Батискафы прошли 3,5 мили в разных направлениях; дно ровное илистое, резких впадин рельефа не обнаружено. Первым начал спуск «Мир-1», в 8 часов 30 минут по московскому времени. «Мир-1» достиг дна озера на глубине 1580 метров. Батискаф установил трёхгранную пирамиду (высота 50 см) с гербами России и Бурятии. На пирамиде нанесена надпись — «85 лет Республике Бурятия». «Мир-1» всплыл в 14 часов 30 минут по московскому времени. Аппарат «Мир-2» начал погружение в 8 часов 50 минут. По достижении дна озера «Миром-2» были установлены флаг Российской Федерации и флаг Бурятии (из титана). На дно также была доставлена капсула с посланием потомкам. «Мир-2» произвёл всплытие в 16 часов 00 минут по московскому времени.
Нет единого мнения о максимальной глубине, достигнутой «Мирами». По заявлению директора Байкальского института природопользования Сибирского отделения РАН Арнольда Тулохонова, максимальная глубина составила 1608 метров. По данным Анатолия Сагалевича: «Точные показатели глубины погружений составляют 1622 м и 1634 м, а не 1580 м и 1592 м, как сообщалось ранее». Возможными причинами неточных данных может быть тот факт, что датчики глубины «Миров» приспособлены для работы в солёной воде, а не пресной. «Мир-1» произвёл спуск в районе мыса Ижимей острова Ольхон, затем по дну прошёл до полуострова Святой Нос.

Повреждённый правый подруливающий винт

30 июля в 7:00 по московскому времени «Мир-2» столкнулся с бортом баржи «Метрополия», при этом был повреждён правый подруливающий двигатель глубоководного обитаемого аппарата. 31 июля завершён ремонт подруливающего двигателя аппарата «Мир-2».
31 июля и 1 августа погружений не было.
2 августа состоялось второе исследовательское погружение. В 8:30 по московскому времени возобновлены глубоководные спуски после завершения ремонта правого подруливающего двигателя «Мир-2». Первым совершил погружение «Мир-1» (пилот — Анатолий Сагалевич, бортнаблюдатель — директор Института океанологии РАН, Роберт Нигматулин). «Мир-2» пилотирует Е. С. Черняев, другие члены экипажа — П. П. Ширшова, Б. И. Нигматулин. На «Мире-2» производилась проверка систем безопасности.
4 августа «Миры» произвели третье исследовательское погружение. Спуск на глубину 850 метров, аппараты «Мир» работали примерно в двух километрах друг от друга, цель погружения — изучение геологии озера. Отобраны пробы грунта и воды. Сотрудники Лимнологического института установили датчики на местах выходов естественных углеводородов. Поиск выхода нефти на дне (источник нефти не обнаружен). В ходе погружения в районе Баргузинского залива обнаружен вид червей, ранее неизвестный науке Всплытие запланировано на 14:00 по московскому времени.
5 августа в 7:00 по местному времени — баржа «Метрополия» вышла из бухты Максимиха в район погружений в Баргузинском заливе.
7 августа состоялось погружение аппаратов на глубину 800 метров с целью исследования функционирования экосистемы озера. В спуске участвовали сотрудники Лимнологического института Сибирского отделения РАН, доктора биологических наук — Тамара Земская и Татьяна Ситникова. На глубине 850 метров, южнее выхода из Баргузинского залива обнаружен источник нефти Отобраны пробы поступающей нефти и живых организмов..
11 августа в 6:00 по местному времени в порт Листвянка прибыл корабль «Верещагин» с участниками экспедиции для смены состава учёных. Обнаружен предположительно неизвестный ранее науке живой организм — голубая губка Технические погружения в районе острова Ольхон с целью обучения новых пилотов. Инструктаж проводили Анатолий Сагалевич и Евгений Черняев.
12 августа состоялись погружения у места естественного выхода нефти. «В ходе погружений мы увидели, что это (места естественного выхода нефти) — своеобразный оазис, где живые организмы концентрируются и выживают. В этих местах жизнь кипит, там много и рыб, и ракообразных, и моллюсков. Здесь жизнь богаче, чем во многих других местах Байкала», — сообщила Тамара Земская.
14 августа при погружении на борту одного из «Миров» находился писатель Валентин Распутин. Погружение возле побережья Бурятии было произведено на глубину 800 метров и длилось около трёх часов. «Там ощущаются порядок, особая красота, умиротворение, дружелюбие и главное — полное отсутствие агрессии. Да, там обитают низшие организмы, но они в чём-то выше нас», — заявил писатель после погружения.
15 августа погружения проводились в центральной части озера Байкал, в районе максимальных глубин. Был произведён забор образцов.
28 августа произведено погружение в районе посёлка Большое Голоустное, с японскими учёными на борту. Цель погружения — обнаружение газовых гидратов. Глубина погружения — около 800 метров.
10 сентября первый этап экспедиции завершён. Совершено 52 погружения. Исследованы воды озера в районе Баргузинского залива, Ольхонских ворот, также место впадения реки Селенга в озеро Байкал.

### Второй этап (15 июня — 15 сентября2009 года)

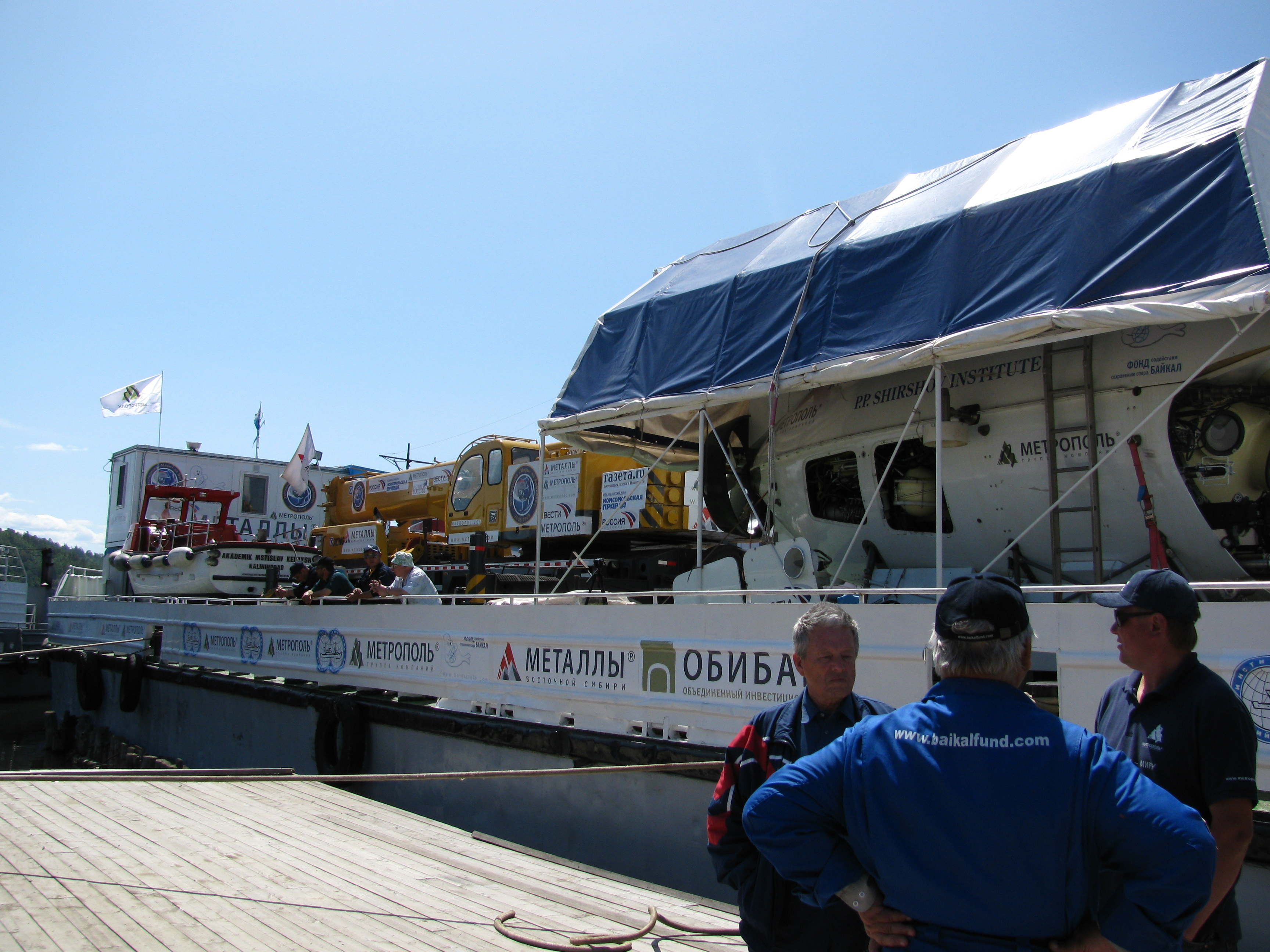
Суда экспедиции на причале в порту Турка

Начался 15 июня 2009 года, дата завершения — 15 сентября 2009 года. Запланировано около 100 погружений по всей акватории Байкала, в 29 точках. Первое состоялось 15 июня в заливе Лиственничный, в 1 км от посёлка Листвянка Иркутской области.

## Результаты
- Обнаружен новый живой организм — голубая губка[37]
- Обнаружены месторождения газогидратов, которые в таком виде не удавалось обнаружить в Мировом океане.